# 穆拉姆维亚
穆拉姆维亚位于布隆迪中部的一座城市。穆拉姆维亚省省会。1990年人口普查12000人。
3°15′S 29°36′E / 3.250°S 29.600°E